# Зельонаґура
Зельонаґура (пол. Zielonagóra) — село в Польщі, у гміні Обжицько Шамотульського повіту Великопольського воєводства.
Населення — 701 особа (2011).

## Демографія
Демографічна структура станом на 31 березня 2011 року:
|          | Загалом | Допрацездатний вік | Працездатний вік | Постпрацездатний вік |
| -------- | ------- | ------------------ | ---------------- | -------------------- |
| Чоловіки | 336     | 71                 | 223              | 42                   |
| Жінки    | 365     | 67                 | 213              | 85                   |
| Разом    | 701     | 138                | 436              | 127                  |